# 白带锯蛱蝶
白带锯蛱蝶（学名：Cethosia cyane)，是鱗翅目蛺蝶科下的一种蝴蝶
。

## 分布
此种分布于东南亚, 包括云南南部,
。

## 描述
雄蝶翅面是黄褐加黑、白色，翅底有红，白，淡蓝，与黑色。雌蝶翅面是浅绿与黑、白色。
。

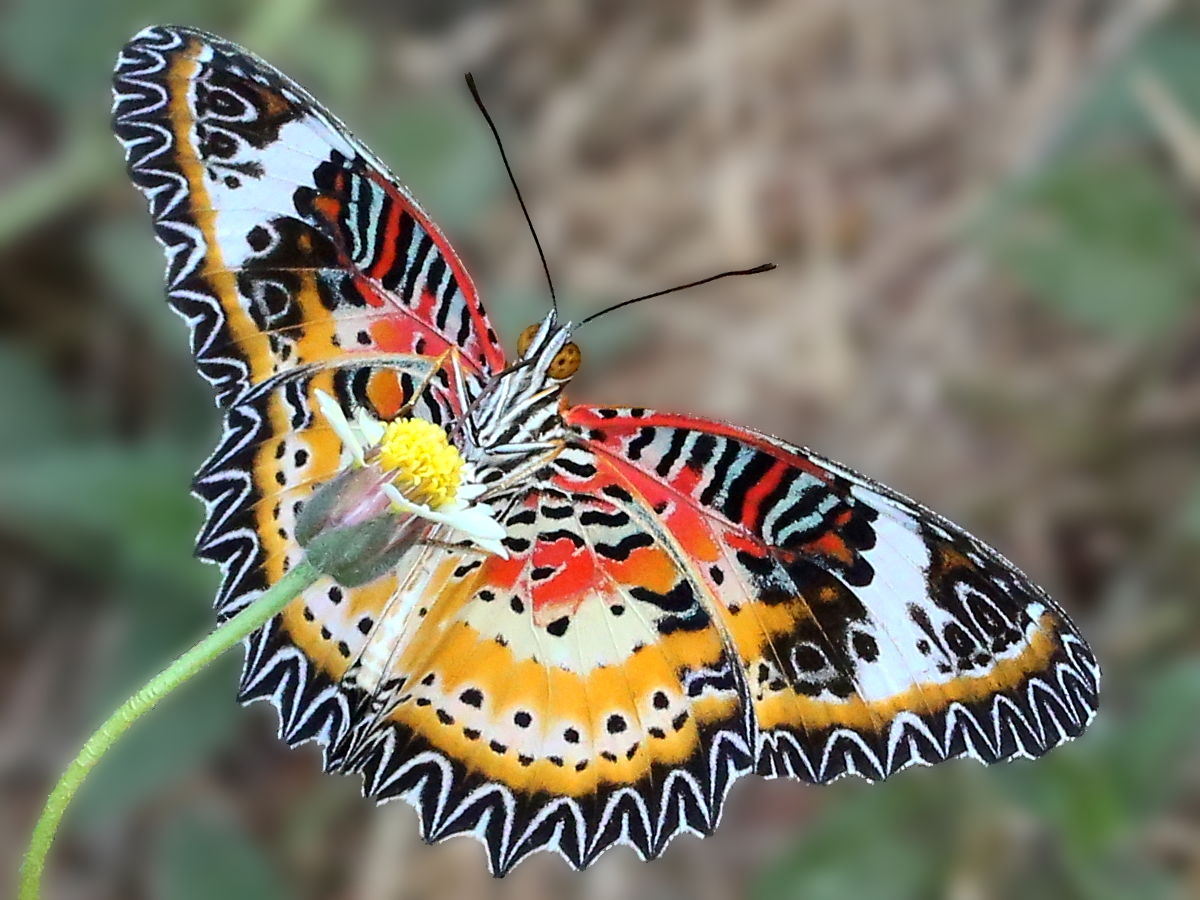
雄蝶腹面
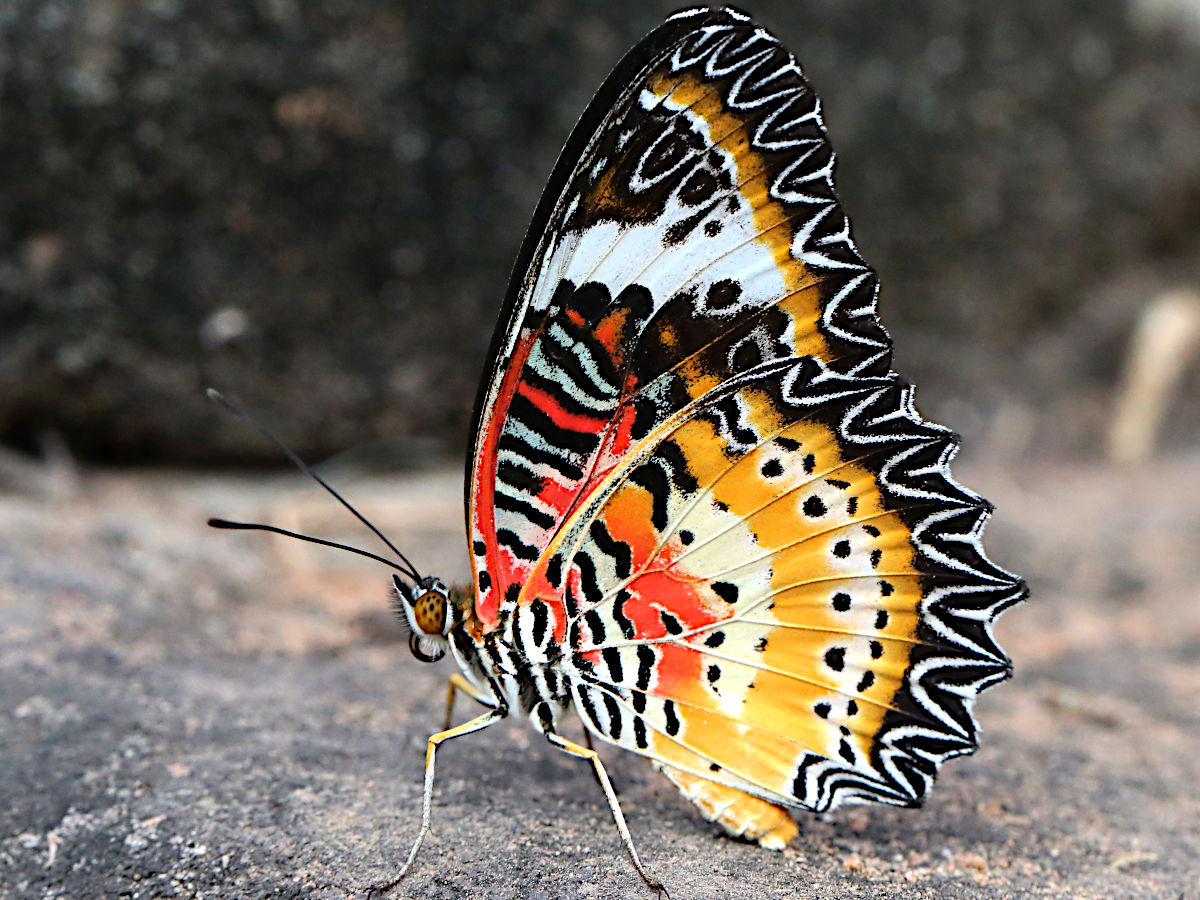
雄蝶翅底
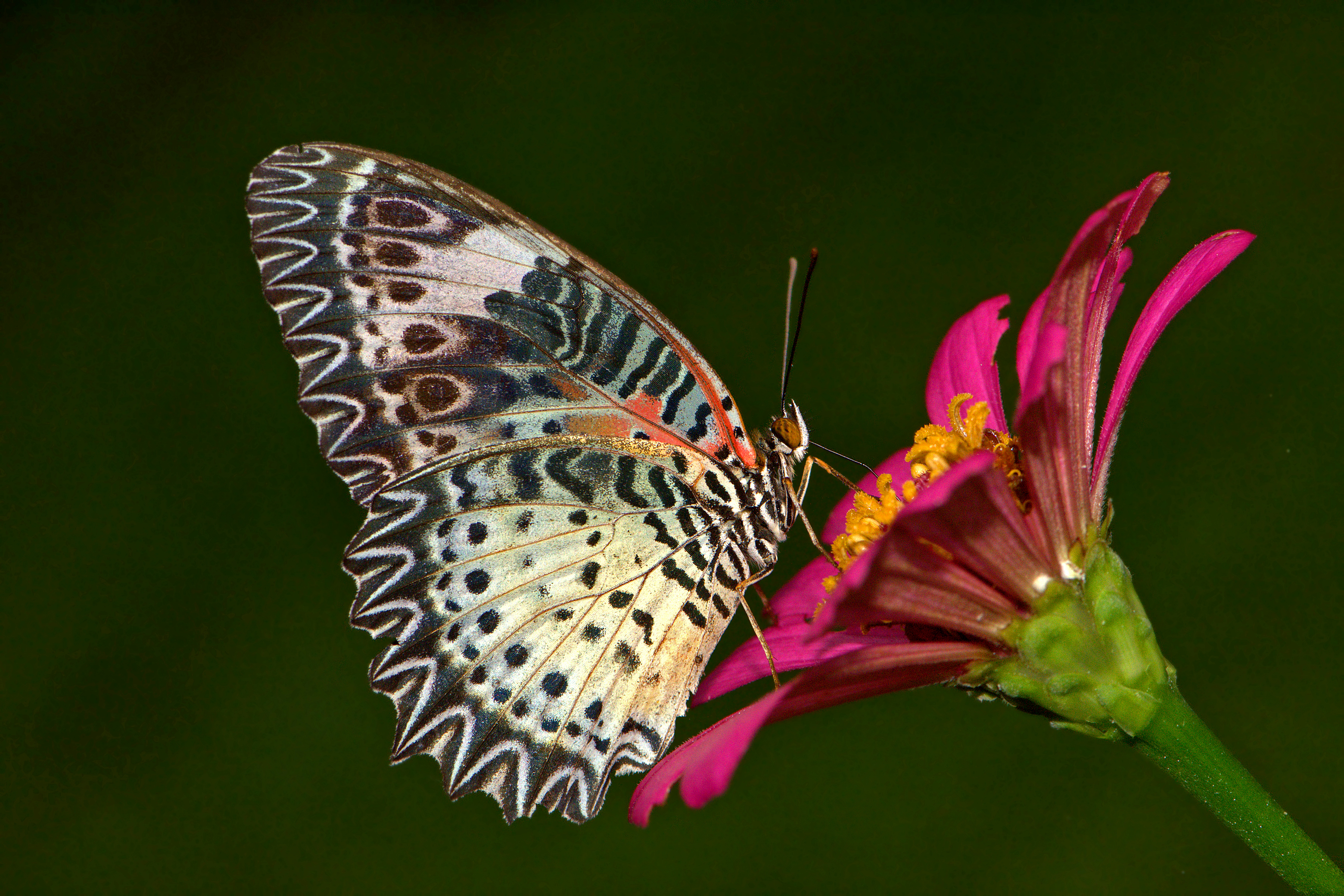
雌蝶翅底